# Малое Солёное
Малое Солёное (также Малое-Солёное, Малое, Довсун Малый) — озеро в Арзгирском районе Ставропольского края России.
По данным государственного водного реестра России относится к Западно-Каспийскому бассейновому округу; водохозяйственный участок — Восточный Маныч от истока до Чограйского гидроузла. Речной бассейн — бессточные районы междуречья Терека, Дона и Волги.
Входит в «Перечень объектов, подлежащих региональному государственному надзору в области использования и охраны водных объектов на территории Ставропольского края», утверждённый постановлением Правительства Ставропольского края от 5 мая 2015 года № 187-п.

## География
Расположено в восточной части Ставропольского края, в 1,5 км к северу от озера Довсун (Большой Довсун) и в 20 км к востоку от села Арзгир. К северу от Малого Солёного находятся Чограйское водохранилище и Арзгирский канал, соединяющий водохранилище с рекой Восточный Маныч.
Принадлежит к бассейну реки Чограй. Площадь водной поверхности 3,07 км². В 1950 году площадь озера составляла 2,56 км², в 1995 году — 2,72 км². Увеличение занимаемой озером территории произошло в результате сброса в него воды из Кумо-Манычского канала.
Находится в пределах КОТР «Южная часть Чограйского водохранилища».

## Гидрология, хозяйственное значение
Вода в озере горько-солёная. Впоследствии её состав изменился за счёт поступления пресной воды из канала. Полностью озеро никогда не пересыхало. Находящиеся в его акватории острова весной заливаются рапой.
По данным за 1940 и 1949 годы, мощность столба рапы составляла 0,05—0,10 м, мощность слоя минеральной грязи — 5 см (чаще 1—2 см). Выпадающая в озере соль использовалась местным населением для пищевых целей.